# V-Nasty
V-Nasty, de son vrai nom Vanessa Renee Reece, née le 11 novembre 1990 à Oakland, en Californie, est une rappeuse américaine. Elle est mieux connue en tant que membre du groupe White Girl Mob avec Kreayshawn et Lil Debbie, et pour sa collaboration avec le rappeur Gucci Mane. Reece publie son premier album avec Gucci Mane intitulé BAYTL en 2011 aux labels 1017 Records et Warner Bros. Records. En 2013, elle signe un contrat de distribution avec le label Pinnacle Records et se lance dans son second album, ainsi qu'une émission de téléréalité. En 2014, V-Nasty publie une mixtape intitulée 11Lem et un nouveau single intitulé Tweekin.

## Biographie
Reece a grandi au 35th block d'East Oakland, à Oakland dans un quartier réputé pour ses dealers de drogues et son fort taux de criminalité. Elle est née d'une mère caucasienne et d'un père vietnamien,. Reece a eu une enfance difficile – elle séchait les cours, volait de l'alcool, et était fréquemment en prison. Elle étudie au Skyline High School avant d'arrêter en neuvième grade. En sixième grade, elle voit ses parents appréhendés. Durant son adolescence, Reece occupera plusieurs postes, dont un dans une chocolaterie appelée Grand Avenue Chocolates. Reece inspirée par son cousin et son père paternel se lance dans le rap. Elle se lance dans le freestyle vers 2009, et se popularise par la suite.
En janvier 2010, Reece est appréhendée après avoir cambriolé un magasin Pick-n-Pull. Pendant sa course-poursuite avec la police, sa boite de vitesses lâche. Reece décide de se rendre d'elle-même plutôt que de risque un carambolage. Elle est ensuite libérée de prison, mais appréhendée une nouvelle fois pour cambriolage en juillet 2011. Elle est condamnée à six mois de prison dans le comté d'Alameda à la Santa Rita Jail. 
Reece fait la rencontre de la rappeuse Kreayshawn, deviennent amies et jouent ensemble sur scène. Elles forment le groupe White Girl Mob, avec Lil Debbie. En avril 2011, Reece publie sa première mixtape, Don't Bite, Just Taste. La tape est enregistrée en une journée et contient uniquement des freestyles. Reece est encore appréhendée en 2011. Peu après, Kreayshawn lance une campagne Free V-Nasty en soutien à son amie. Tandis que la vidéo Gucci Gucci de Kreayshawn devient virale, le nom de scène de Reece, V-Nasty, se popularise grâce à cette phrase : I'm yelling 'Free V-Nasty' 'til my throat is raspy (« Je hurle libérez V-Nasty jusqu'à ce que ma voix déraille »). En 2011, Reece est contactée par le rappeur Gucci Mane qui lui offre la possibilité de collaborer sur un album. Avant la publication du projet, elle est contactée par plusieurs labels auxquels elle décline leurs propositions, ne se sentant pas prête à devenir membre d'une major. Son premier album avec Gucci Mane, BAYTL, est publié le 13 décembre 2011, aux labels Vice Records et Warner Bros. Records. BAYTL est presque entièrement produit par le collaborateur fréquent de Gucci Mane, Zaytoven, et fait notamment participer Mistah F.A.B., Berner et Slim Dunkin. Gucci Mane le considère comme « de loin... ma mixtape la plus controversée à ce jour. »

## Discographie

### Album studio
- 2011 : BAYTL (avec Gucci Mane)[9]

### EPs
- 2013 : The Words I Wrote[10]

### Mixtapes
- 2011 : Don't Bite Just Taste[2]
- 2012 : Doin' Number$[11]
- 2014 : 11 Lem [5]

### Singles

#### En tant qu'artiste principale
| Titre                         | Année | Artiste(s) participant(s) | Album |
| ----------------------------- | ----- | ------------------------- | ----- |
| Whip Appeal (avec Gucci Mane) | 2011  | P2TheLA                   | BAYTL |
| All the Money                 | 2013  |                           | NC    |
| Tweakin                       | 2014  |                           | 11Lem |

#### En tant qu'artiste participante
| Titre                           | Date | Autres artiste(s)       | Album |
| ------------------------------- | ---- | ----------------------- | ----- |
| Gotta Ball                      | 2012 | Lil Debbie              | NC    |
| Gotta Ball (Party Animal Remix) | 2012 | Lil Debbie              | NC    |
| On My Shit                      | 2013 | Westtsew, Mistah F.A.B. | NC    |
| Heaven or Hell                  | 2014 | Kurt Diggler            | NC    |

### Apparitions
| Titre               | Date | Autres artiste(s) | Album                 |
| ------------------- | ---- | ----------------- | --------------------- |
| You Already Know Me | 2010 | Kreayshawn        | Kittys x Choppas      |
| Summertime          | 2012 | Kreayshawn        | Somethin' 'Bout Kreay |
| If I'm Wrong        | 2012 | H-Ryda, Kastro    | H Ryda vs. The Planet |

### Clips
| Titre                             | Date | Réalisation      |
| --------------------------------- | ---- | ---------------- |
| Let's Get Faded (avec Gucci Mane) | 2012 | Mr. Boomtown     |
| Gotta Ball (avec Lil Debbie)      | 2012 | Grizz Lee        |
| Fuck Your Face                    | 2013 | Jonathan Andrade |